# Notograptus livingstonei
Notograptus livingstonei es una especie de peces de la familia Plesiopidae en el orden de los Perciformes.

## Distribución geográfica
Se encuentra en el Índico y en el Pacífico occidental.